# Banana Dorada
La Banana Dorada, también denominada en ocasiones Cinturón del Sol (en inglés, Sunbelt) es el nombre dado al área densamente poblada y urbanizada que se extiende entre Cartagena al oeste y Génova al este a lo largo de la costa del mar Mediterráneo. Es un término usado por analistas al referirse a los diferentes fenómenos de urbanización en Europa. Fue acuñado en el informe Europe 2000 por la Comisión Europea en 1995 de manera análoga a la Banana Azul.
La región destaca por su importancia en las actividades relacionadas con las tecnologías de la información y la comunicación (TIC), la industria y como destino turístico de primer nivel.
A diferencia de la Banana Azul, esta área presenta un mayor peso de las actividades relacionadas con las nuevas tecnologías, la investigación y el desarrollo, por lo que se la he querido ver cierto paralelismo con Silicon Valley. En cualquier caso, también puede ser entendida esta región como una prolongación de la Banana Azul sobre el arco mediterráneo.